# AD Alcorcón
Agrupación Deportiva Alcorcón – hiszpański klub piłkarski z siedzibą w  Alcorcón, we wspólnocie autonomicznej Madryt. Założony w 1971, aktualnie gra w Primera Federación, mecze domowe rozgrywa na Estadio Municipal de Santo Domingo, który liczy 5100 miejsc.

## Historia
Założony 1971 przez Dionisio Muñoz Jerez, Alcorcón spędził pierwsze trzydzieści lat w czwartej lidze i ligach regionalnych. W debiutanckim sezonie 2000/2001 w Segunda División B zajęli 12. miejsce i spędzili cały sezon w środkowej części tabeli.
W sezonie 2008/2009 zajął trzecie miejsce w turnieju otwarcia i awansował do play-offów po raz pierwszy w historii. Pokonali UE Sant Andreu i CD Alcoyano, klub przegrał jednak z Real Unión Irún w finale.

### 2009-10 Copa del Rey
27 października 2009 AD Alcorcón odniosła najważniejszą wygraną w historii klubu, pokonując niespodziewanie pierwszoligowca Real Madryt 4–0 u siebie w pierwszej rundzie Pucharu Króla. Był to pierwszy mecz przeciwko drużynie takiego kalibru. W zespole Madrytu wystąpiło wielu gwiazdorów i reprezentantów drużyn narodowych. Formacja klubu wyglądała następująco: Dudek, Arbeloa, Albiol, Metzelder, Drenthe, Guti, Granero, Raúl, van der Vaart, Benzema i van Nistelrooy. Diarra, Gago i Marcelo pojawili się w drugiej połowie. W rewanżowym meczu 10 listopada Alcorcón przegrał z o wiele silniejszym składem Realu Madryt niż w pierwszym meczu, jednak tylko 1:0, co pozwoliło mu awansować do dalszej części rozgrywek.

## Bilans ligowy w XXI wieku
| sezon                   | liga                        | poziom ligowy | miejsce | uwagi                    |
| ----------------------- | --------------------------- | ------------- | ------- | ------------------------ |
| 2000/2001               | Segunda División B, gr. I   | III           | 12.     |                          |
| 2001/2002               | Segunda División B, gr. III | III           | 16.     | utrzymanie po barażach   |
| 2002/2003               | Segunda División B, gr. I   | III           | 7.      |                          |
| 2003/2004               | Segunda División B, gr. II  | III           | 10.     |                          |
| 2004/2005               | Segunda División B, gr. I   | III           | 11.     |                          |
| 2005/2006               | Segunda División B, gr. I   | III           | 7.      |                          |
| 2006/2007               | Segunda División B, gr. I   | III           | 11.     |                          |
| 2007/2008               | Segunda División B, gr. I   | III           | 14.     |                          |
| 2008/2009               | Segunda División B, gr. II  | III           | 3.      | przegrane baraże o awans |
| 2009/2010               | Segunda División B, gr. II  | III           | 1.      | awans po barażach        |
| 2010/2011               | Segunda División            | II            | 9.      |                          |
| 2011/2012               | Segunda División            | II            | 4.      | przegrane baraże o awans |
| 2012/2013               | Segunda División            | II            | 5.      | przegrane baraże o awans |
| 2013/2014               | Segunda División            | II            | 9.      |                          |
| 2014/2015               | Segunda División            | II            | 11.     |                          |
| 2015/2016               | Segunda División            | II            | 7.      |                          |
| 2016/2017               | Segunda División            | II            | 18.     |                          |
| 2017/2018               | Segunda División            | II            | 13.     |                          |
| 2018/2019               | Segunda División            | II            | 14.     |                          |
| 2019/2020               | Segunda División            | II            | 10.     |                          |
| 2020/2021               | Segunda División            | II            | 17.     |                          |
| reorganizacja rozgrywek |                             |               |         |                          |
| 2021/2022               | Segunda División            | II            | 22.     | spadek                   |
| 2022/2023               | Primera Federación, gr. I   | III           | 2.      | awans po barażach        |
| 2023/2024               | Segunda División            | II            | 20.     | spadek                   |
| 2024/2025               | Primera Federación, gr. II  | III           |         |                          |

## Zawodnicy

### Obecny skład
Stan na 6 stycznia 2023
| Nr | Poz. | Piłkarz            |
| -- | ---- | ------------------ |
| 1  | BR   | Chus Ruiz          |
| 2  | OB   | Javier Castro      |
| 3  | OB   | David Morillas     |
| 4  | OB   | Óscar Rivas        |
| 5  | PO   | Pedro Mosquera     |
| 6  | OB   | Jean-Sylvain Babin |
| 7  | PO   | Álvaro Bustos      |
| 8  | PO   | Antonio Moyano     |
| 9  | NA   | Christian Borrego  |
| 10 | PO   | Juanma Bravo       |

| Nr | Poz. | Piłkarz                                      |
| -- | ---- | -------------------------------------------- |
| 11 | NA   | Berto González                               |
| 13 | BR   | Andrés Prieto                                |
| 15 | PO   | Javier Lara                                  |
| 16 | PO   | Javi Ribelles                                |
| 17 | PO   | Víctor García                                |
| 18 | OB   | Pablo García (wypożyczony ze Sporting Gijón) |
| 19 | PO   | Ernesto Gómez                                |
| 20 | OB   | Iago López                                   |
| 23 | NA   | Adrián Dalmau                                |